# Asphodelus aestivus
Asphodelus aestivus  (лат.) — вид растений семейства  Ксанторреевые (Xanthorrhoeaceae).
Голое, голубовато-зелёное растение. Имеет клубневое корни[неизвестный термин]. Высота: 0,5-1,2 м. Листья заострённые, до 40 х 2 см, плоские, с гладким краем. Сочные листья ядовиты для овец, но в жаркие летние месяцы, когда листья становятся сухими, они теряют свою ядовитость. Цветок имеет шесть белых лепестков с бледно-коричневыми жилами, 10-15 х 2-4 мм эллиптические или продолговато-яйцевидные, тупые. Пыльники жёлтые 2-2,5 мм. Цветёт с января по апрель. Плоды почти шаровидные 5,5-7,5 мм обратнояйцевидные. Семена серые с белыми бутонами.
Вид можно найти в Средиземноморье: Португалии, Гибралтаре, Испании, Франции, Италии, Греции, Турции и в Израиле. Он растёт на сухих лугах и на скалистом или песчаном грунте.

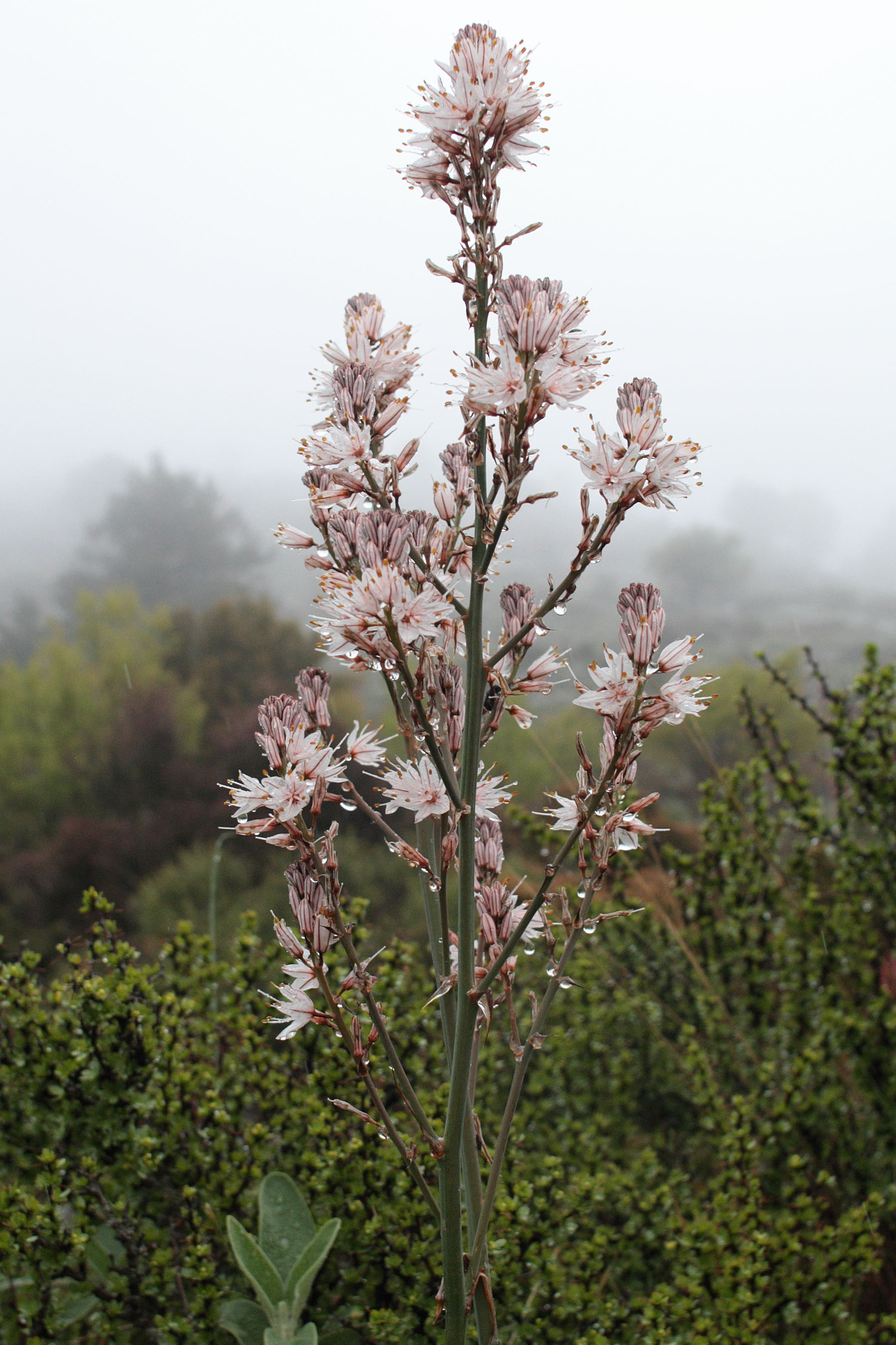
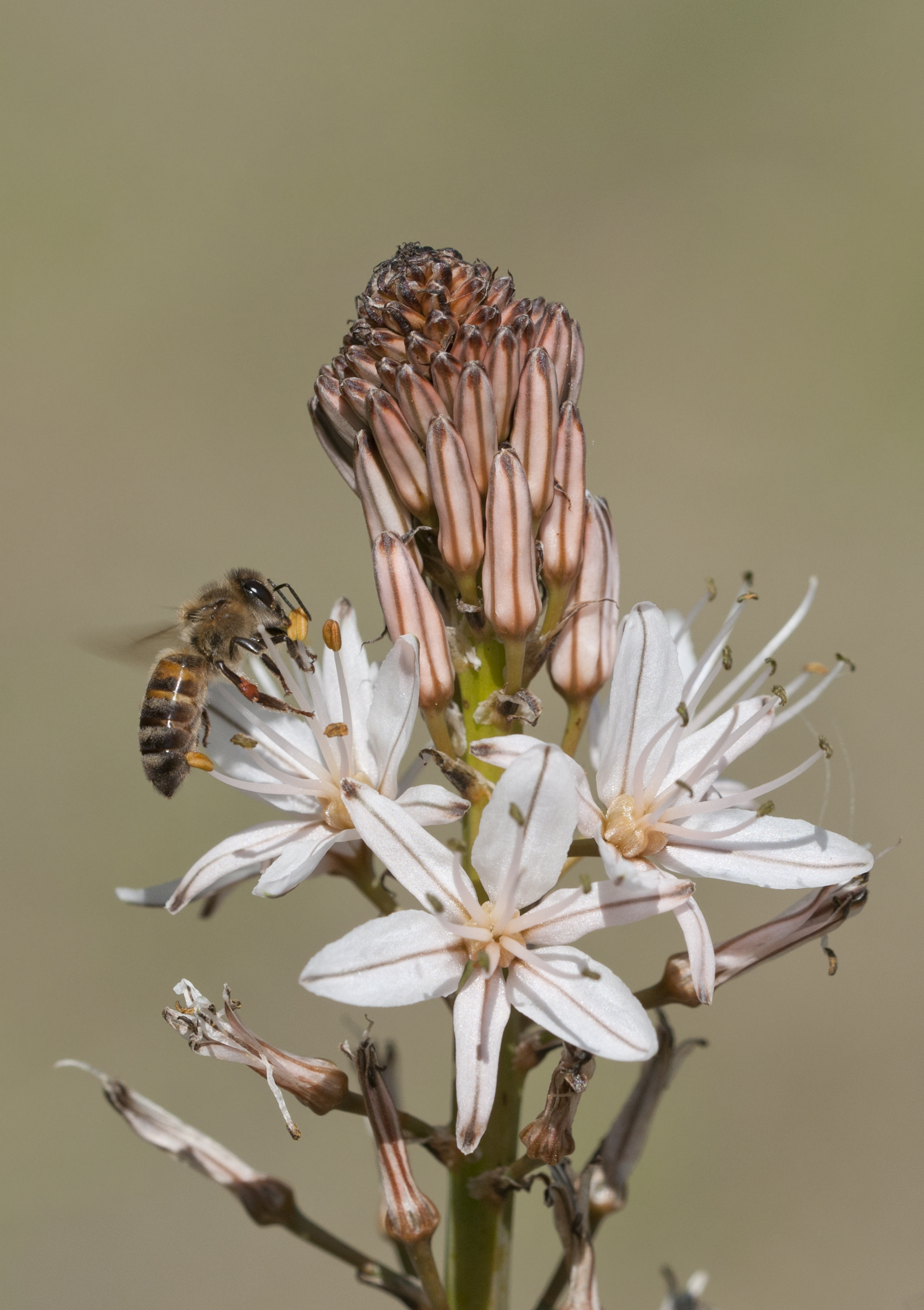
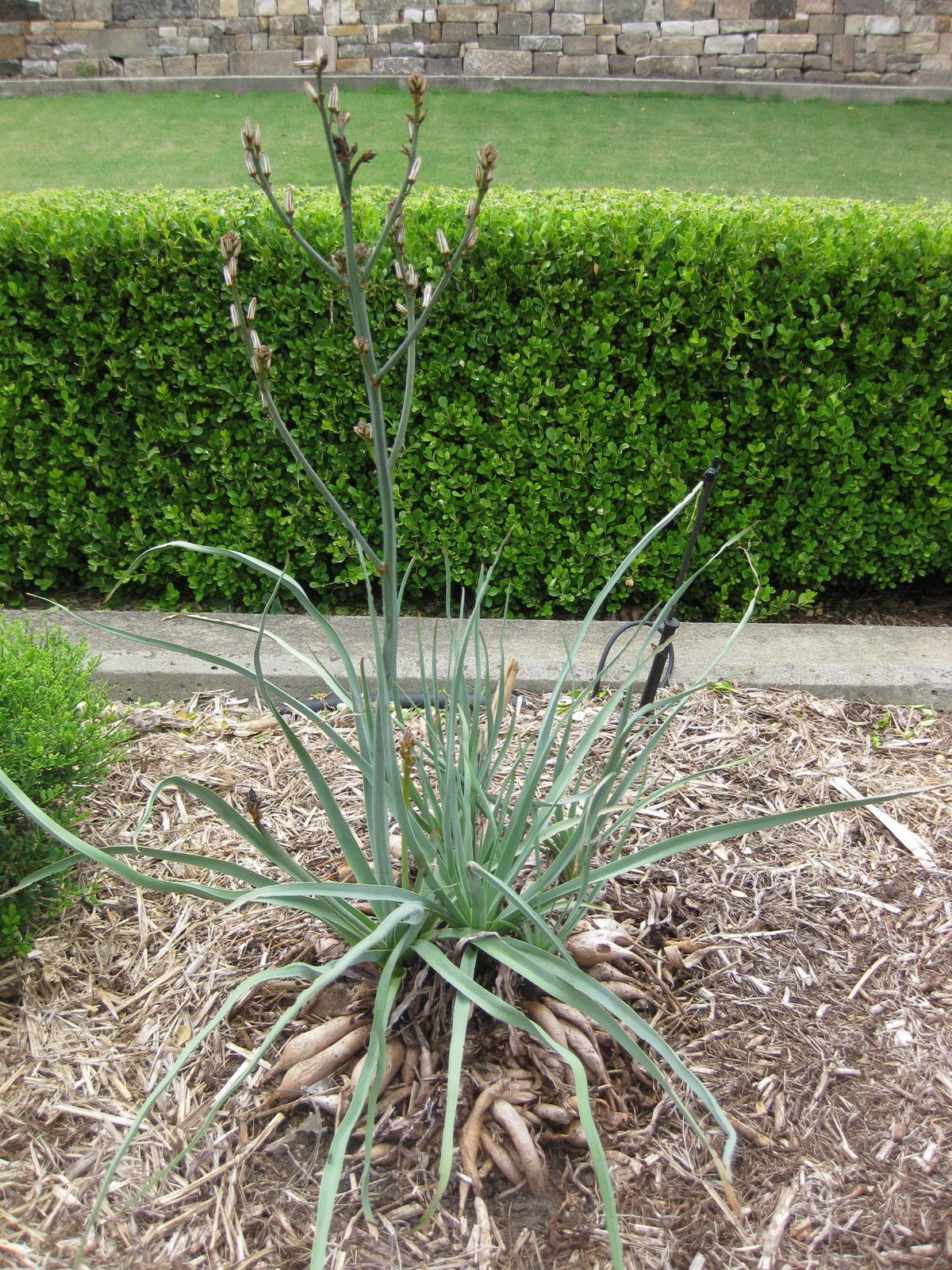
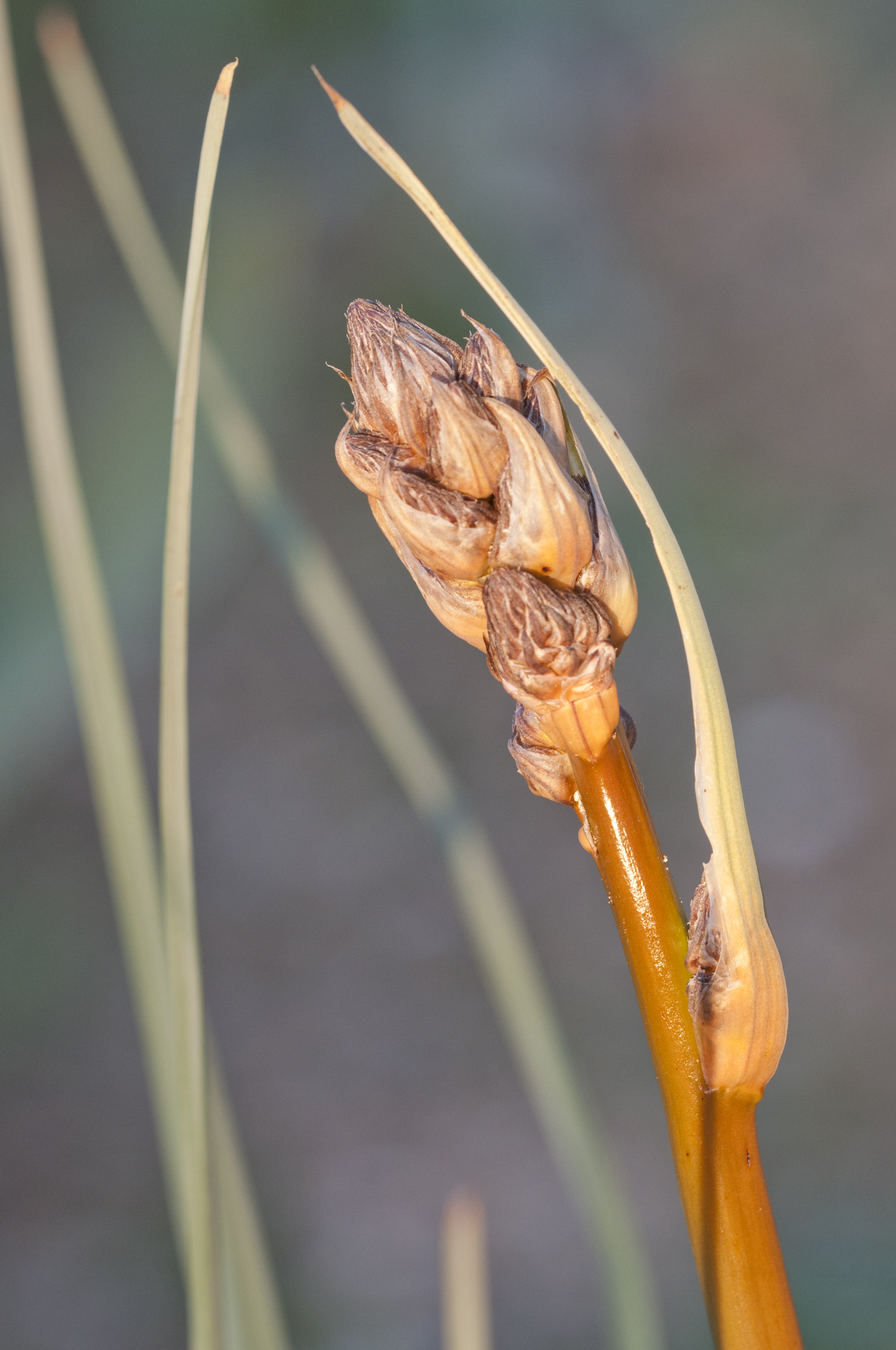